# Evandro Lodi Rizzini
Evandro Lodi Rizzini (Cremona, 1942) è un fisico italiano.

## Biografia
Già professore ordinario di fisica all'Università degli Studi di Brescia, di cui è stato direttore del Dipartimento di Chimica e Fisica per l'Ingegneria e per i Materiali. È inoltre membro del CERN di Ginevra nonché associato al gruppo di Brescia dell'Istituto Nazionale di Fisica Nucleare. Ha ottenuto importanti risultati nel campo dello studio dell'antimateria nell'ambito del progetto ATHENA del CERN. Nel 2002 riuscì a produrre antimateria in gran quantità, e i risultati furono pubblicati sulla rivista Nature. Nel 2006 l'approfondimento di tale ricerca ha portato gruppo di studio da lui guidato a produrre il Protonio, formato da uno ione di idrogeno e da uno di anti-idrogeno, cioè da un protone e da un antiprotone; tale ricerca è stata pubblicata sulla rivista specializzata Physical Review Letters.
Il 27 settembre 2012, in occasione del suo collocamento a riposo, ha tenuto presso l'Università degli Studi di Brescia la propria lectio magistralis con tema "Energia - Materia e Antimateria".